# Електросудомна терапія
Електросудомна терапія (ЕСТ), також відома як електроконвульсивна терапія (ЕКТ), електрошокова терапія (ЕШТ), або просто шокова терапія (ШТ) — метод лікування у психіатрії та неврології, який базується на викликанні у пацієнта судомних нападів за допомогою подразнення головного мозку електричним струмом. Процедура виконується шляхом розміщення невеликих електродів на голові і застосування короткого електричного імпульсу для викликання судомного нападу. Має великий ризик нанесення шкоди мозку, зокрема ризик постійної втрати пам'яті.
Такого різновиду терапію запропонували та ввели в психіатричну практику в 1938 році італійські вчені Уго Черлетті та Лучіо Біні. У 1940-ві та 1950-ті терапія широко застосовувалася при важких депресіях, параноїдній шизофренії, а також як частина іншої процедури — лоботомії.
На сьогодні поодиноко використовується при лікуванні важких психічних розладів. Деякі країни повністю відмовилися або законодавчо заборонили такий вид лікування. А ВООЗ заборонила використання терапії на неповнолітніх.